# 배니축풍비상
《배니축풍비상》(陪你逐风飞翔)은 2021년 방송되었던 중국의 드라마이다.

## 줄거리
- 스케이트를 사랑하지만 전문적인 훈련조차 받아 본 적 없는 선정이는 축풍 빙상부 쇼트트랙 팀에 입단하게 된다. 거기서 엄격한 악마 감독 좡웨의 가르침을 받고, 축풍 동료들의 신뢰를 얻으며 축풍의 에이스로 성장한다. 이후, 축풍 소속 간판 피겨스케이팅 에이스인 사오베이성을 만나면서 두 사람은 서로 의지하며 꿈을 이루어 나간다.

## 등장인물
- 왕안위 - 샤오베이성 역
- 쑹쭈얼 - 선청이 역
- 서양 (徐洋) - 샤오한 역
- 샤멍 (夏梦) - 샤오칭 역
- 리하오페이 - 주러러 역
- 부위륜 (付伟伦) - 취지 역
- 묘포 (苗圃) - 좡예 역